# Noronha
Alfredo Eduardo Ribeiro Mena Barreto de Freitas Noronha (Noronha, ur. 25 września 1918 w Porto Alegre, zm. 27 lipca 2003 w São Paulo) – brazylijski piłkarz, pomocnik. Srebrny medalista MŚ 50.
Karierę zaczynał w 1935 w Grêmio z rodzinnego miasta. W 1942 krótko był zawodnikiem CR Vasco da Gama, w latach 1942–1951 grał w São Paulo FC (zwycięstwa w Campeonato Paulista). W 1951 odszedł do Portuguesy. Karierę zakończył w 1955 w Ypiranga-SP. W reprezentacji Brazylii rozegrał 16 spotkań. Podczas MŚ 50 wystąpił w jednym spotkaniu grupowym, zremisowanym meczu ze Szwajcarią. Znajdował się wśród triumfatorów Copa América 1949. Był również członkiem kadry na Copa América 1953.